# オマニテリウム
オマニテリウム（学名：Omanitherium ) とは、ゾウ目(長鼻目)の絶滅した属。学名は、アラビア半島の先端に位置する「オマーン」(Oman) で発見された「獣」(therium) を意味する。2012年の発見と比較的新しく、標本も少ないため、詳細は分かっていない。

## 生息時代・生息域
オマニテリウムは漸新世初期にアラビア半島で生息していた。

### 発見
化石は、2012年に Erik R. Seiffert らにより、オマーン・スルタン国のドファール特別行政区にある漸新世初期の地層より発見された。現在までに、歯列の入った下顎骨と一部の歯の化石のみが見つかっている。

## 形態
オマニテリウムは小型のバリテリウム科とされている。発見された臼歯の前後の長さが同じことから、アルカノテリウムとほぼ同じ大きさであるとされる。そして、アルカノテリウムはヌミドテリウム コホレンス ( N. koholense )(肩高 1メートル程度)と、バリテリウム グレイブ ( B. grave )(肩高 2メートル程度) の中間程度とされ、臼歯の面積からおよそ、体高はバリテリウム・グレイブの60%程度であったと考えられる。
ただし、オマニテリウムの発見された骨格は幼体もしくは亜成体と考えられているため、肩高 1.5メートル少々のカバ程度の大きさだと考えられる。
上顎の歯の一部と思われる化石は見つかっているが、基本的に歯列の揃った下顎骨しか見つかっていないため、下顎骨の特徴についてのみ整理する。
- 切歯

バリテリウムには切歯が4本あるが、オマニテリウムの下顎切歯は2本である。第二切歯(i2)が発達しており、左右上方に広く伸びているのが特徴。
エナメル質が歯冠全体を覆っている。
- 犬歯

下顎犬歯はない。漸新世になるとゾウ目では下顎犬歯は消失しているのが通常。
- 臼歯

横堤歯で2列の稜を持つバイロフォドントである。
前臼歯は小さく、後臼歯も後列にいくほど大きくなるなど、バリテリウム同様の特徴を備える。
- 下顎骨

臼歯の咬合面と切歯への段差が大きい。これはバリテリウムの特徴。

### バリテリウムとの違い
最終的にバリテリウム科への分類には、分子系統解析の結果も反映されているが、形態解析としては主に下顎骨や臼歯の類似性による。しかし、以下のような違いがあるため新しい属とされている。
- かなり小さく、よりヘラ状の上顎中央切歯(I1)
- 第二下切歯(i2)の発達。バリテリウムでは第一下切歯(i1) の方が発達している。
- 冠全体をエナメルで覆われる下切歯。バリテリウムは舌側にエナメル質がない。
- 前臼歯(p2-p4)は2つの根をもつ。
- 臼歯のロフ(稜)の形状

## 生態
オマニテリウムの化石が発掘された地層は、漸新世の海進期初期の海岸近くの潮汐および潮下帯環境での堆積を記録しており、これはバリテリウムやモエリテリウムの化石が見つかったエジプトの地層の堆積物と類似している。臼歯の形状がバリテリウムと酷似していることから、オマニテリウムも同様の摂食習慣を持っていたとみなすことができ、半水棲で淡水中の植物を摂食するブラウザーであったと考えられている。

## 分類
- †バリテリウム科 ( Barytheriidae )
  - †オマニテリウム ( Omanitherium )
    - †オマニテリウム ドファーレンシス ( O. dhofarensis )

### 下位分類
親属発見時の一種のみで、オマーン・スルタン国のドファール(Dhofar)特別行政区から化石が発見されたことから、ドファーレンシス( O. dhofarensis )と名付けられた。

### 上位分類
分子系統解析と形態解析のマトリックスで解析した結果、バリテリウムと近い形質を持つことが判明したため、バリテリウム科の下位階級として分類された。
しかし、その後 Pickford らは追加で発見された上顎歯の標本をもとに追加解析を進め、以下の理由からバリテリウムよりもアルカノテリウムやヌミドテリウムに近いとしている。
- 下顎切歯の個数

バリテリウムは下顎の4本の切歯があり中央の第一切歯(i1)が大きく伸びているのが特徴であるが、オマニテリウムでは大きく伸びる第二切歯(i2)の2本のみで、中央の第一切歯の存在は否定されていた。
しかし、追加で発見された上顎第一切歯(I1)の摩耗度合いから、噛み合わせ相手となる下顎第一切歯の存在が推定された。加えてアルカノテリウムのように小さい第一切歯の歯槽ならば、標本の第二切歯の間に収まるとした。
- 切歯のエナメル質

バリテリウムの切歯は唇側はエナメル質で覆われているが、舌側はエナメル質で覆われていない。これは古第三紀のゾウ目の中でもバリテリウムの特徴的な形質である。
対して、標本のオマニテリウムの下切歯は歯冠全体がエナメル質で覆われており、バリテリウム属ではないとした。
一方で、アルカノテリウムに見られる切歯の鋸歯はオマニテリウムには存在せず、議論の決着には更なる標本の発見が必要である。

### バリテリウム オマンシ (Barytherium omansi)
オマニテリウム ドファーレンシスには、バリテリウム オマンシ( Barytherium omansi ) が別名としてあげられることがある。
挙げられるケースとしては以下の2つだが、いずれも正式な学名ではなくシノニムではない。
- Barytherium omansi Seiffert et al., 2012

Omanitherium dhofarensis と同じタイミングで Seiffert が命名したとするもの。
これの論拠は複数の Web ニュースで、2011年5月に公表されたものである。
しかし、内容はオマニテリウムの発見と同じもので、実際の新種発表ではバリテリウム属とは別の新しい属として公表されている。
- Barytherium omansi Al-Kindi, 2018

2018年に後からシノニムとして提唱されたとするもの。
出典となる Al-Kindi の著書を確認すると、何らかの根拠に基づいてバリテリウム属配下への分類を提唱している訳ではなく、名称を併記しているのみである。